# Nordelbische Bibelgesellschaften
Nordelbische Bibelgesellschaften e.V. war der Name eines Vereins, zu dem sich von 1980 bis 2012 mehrere Bibelgesellschaften im Bereich der Nordelbischen Evangelisch-Lutherischen Kirche zusammengeschlossen hatten. Der Verein war von 1993 bis 2012 Träger des Nordelbischen Bibelzentrums in Schleswig. Nach Auflösung des Vereins im Jahr 2012 wurde dieses als „Bibelzentrum Schleswig“ in die Trägerschaft der Evangelisch-Lutherischen Kirche in Norddeutschland übernommen.

## Vorgeschichte
Am 13. Januar 1966 wurde in Schleswig die „Arbeitsgemeinschaft Nordelbische Bibelgesellschaften“ ins Leben gerufen. Diese Arbeitsgemeinschaft setzte sich aus fünf autonomen Bibelgesellschaften zusammen:
- der Lübecker Bibelgesellschaft,
- der Hamburg-Altonaischen Bibelgesellschaft,
- der Schleswig-Holsteinischen Bibelgesellschaft,
- der Eutiner Bibelgesellschaft und
- der Lauenburg-Ratzeburgischen Bibelgesellschaft.

Eine „Ordnung der Arbeitsgemeinschaft der nordelbischen Bibelgesellschaften“ wurde 1975 angenommen. Die Arbeitsgemeinschaft sollte Verhandlungspartner der fünf nordelbischen Bibelgesellschaften mit der Nordelbischen Kirche sein.

## Gründung
Am 13. Juni 1979 beschloss der Vorstand der Arbeitsgemeinschaft Nordelbische Bibelgesellschaften die Gründung des Vereins „Nordelbisches Bibelwerk e.V.“. Nach längeren Verhandlungen mit der Lauenburg-Ratzeburgischen Bibelgesellschaft erhielt der Verein den endgültigen Namen „Nordelbische Bibelgesellschaften e.V.“. Er wurde am 15. Oktober 1980 in Kiel gegründet.
Vorsitzende:
- 1980–1991	Propst Harald von Heyden, Schleswig
- 1991–1999	Propst Dietrich Heyde, Schleswig
- 1999–2003	Propst Peter Godzik, Ratzeburg
- 2003–2012	Pröpstin Johanna Lenz-Aude, Schleswig

Geschäftsführer:
- 1980–2012	KOVR Werner Detlefsen, Schleswig/Hüsby

## Wichtige Daten aus der Geschichte
- 1993  Gründung des Nordelbischen Bibelzentrums
- 1994  Einweihung des Nordelbischen Bibelzentrums
- 1997  Bibelgarten
- 1999  Propheten im Garten
- 2002  Raum der Stille
- 2003	Vollversammlung der Deutschen Bibelgesellschaft in Bäk bei Ratzeburg[1]
- 2004	Zehnjähriges Jubiläum des Nordelbischen Bibelzentrums
- 2006  Tiere der Bibel
- 2010  Jesusboot